# Landschöffe
Als Landschöffe oder Landesschöffe (fnhd. Landscheffe, Landschepfe) wurden die Schöffen an einem Landgericht bezeichnet, die dem Schultheiß oder Landvogt beigeordnet waren. Das Landgericht war, im Unterschied zum Stadtgericht, das für eine Grafschaft zuständige Hochgericht und sprach Landesrecht.
Der Begriff wurde auch allgemein für den Beisitzer eines Gerichtes auf dem Lande bzw. eines Dorfgerichts verwendet, aber auch in der Zentgerichtsbarkeit (Zentschöffen).